# سیارک ۱۸۸۲۵
سیارک ۱۸۸۲۵ (به انگلیسی: 18825 Alicechai، نامگذاری:1999NO23) هجده هزار و هشتصد و بیست و پنجمین سیارک کشف شده‌است که در ۱۴ ژوئیه ۱۹۹۹ کشف شد.
قدر مطلق سیارک برابر ۱۲.۹ است.